# Musée d'Art de Saint-Louis
Le musée d'Art de Saint-Louis (Saint Louis Art Museum) est l'un des principaux musées d'art des États-Unis qui est visité par plus d'un demi-million de personnes chaque année. L'entrée est gratuite, une politique rendue possible grâce à un subside de taxe culturelle offert par la ville de Saint-Louis.
Situé dans le Forest Park à Saint-Louis (Missouri), le musée de trois étages est logé dans l'ancien pavillon des Beaux-Arts de l'Exposition universelle de 1904.
En plus des collections permanentes, il propose des expositions temporaires.

## Histoire
Le musée d'Art de Saint-Louis trouve son origine dans la Saint Louis School and Museum of Fine Arts. Fondée en 1879, cette composante de l'Université Washington loge dans un immeuble au centre-ville. Après l'Exposition Universelle de 1904, le musée déménage dans le palais des Beaux-Arts désormais vacant. L'architecte américain Cass Gilbert s'inspire des Thermes de Caracalla de Rome dans ses plans.
En 1909, il devient le musée d'Art de la ville (« City Art Museum ») après l'instauration d'une taxe municipale permettant son financement. À ce moment, la collection d'oeuvres d'art de l'Université Washington demeure accrochée, mais elle est séparée de la collection du musée.
En 1971, la création d'un district métropolitain qui englobe le zoo et le musée (« Metropolitan Zoological Park and Museum District ») permet d'élargir le financement de l'institution à l'ensemble du comté. En 1972, il est renommé Saint Louis Art Museum.
Entre 2005 et 2013, la firme de l'architecte britannique David Chipperfield réalise le projet de l'East Building, un agrandissement qui ajoute 9 000 m2 de superficie et 300 places de stationnement. Des embellissements concernant les jardins ont été confiés à Michel Desvigne, architecte paysagiste français, diplômé et président de l'École nationale supérieure du paysage de Versailles.

## Collections
Le musée possède plus de 34 000 objets et œuvres d'art répartis en neuf catégories :
1. Art américain
2. Art antique et égyptien
3. Art africain, océanien et méso-américain
4. Art asiatique
5. Arts décoratifs et design
6. Art européen jusqu'en 1800
7. Art islamique
8. Art moderne et contemporain
9. Gravures, dessins et photographies

## Œuvres

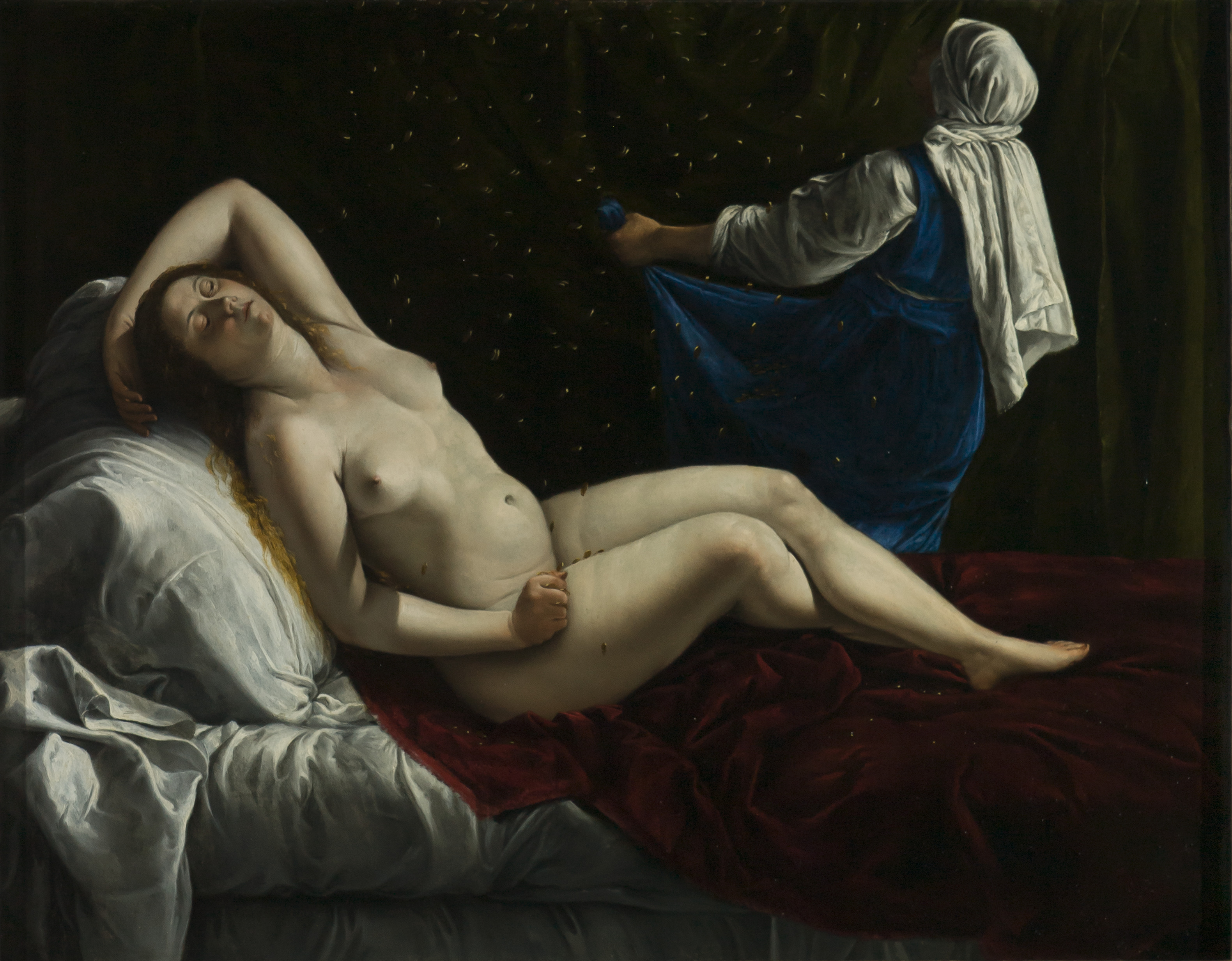
Danaé, par Artemisia Gentileschi vers 1612.

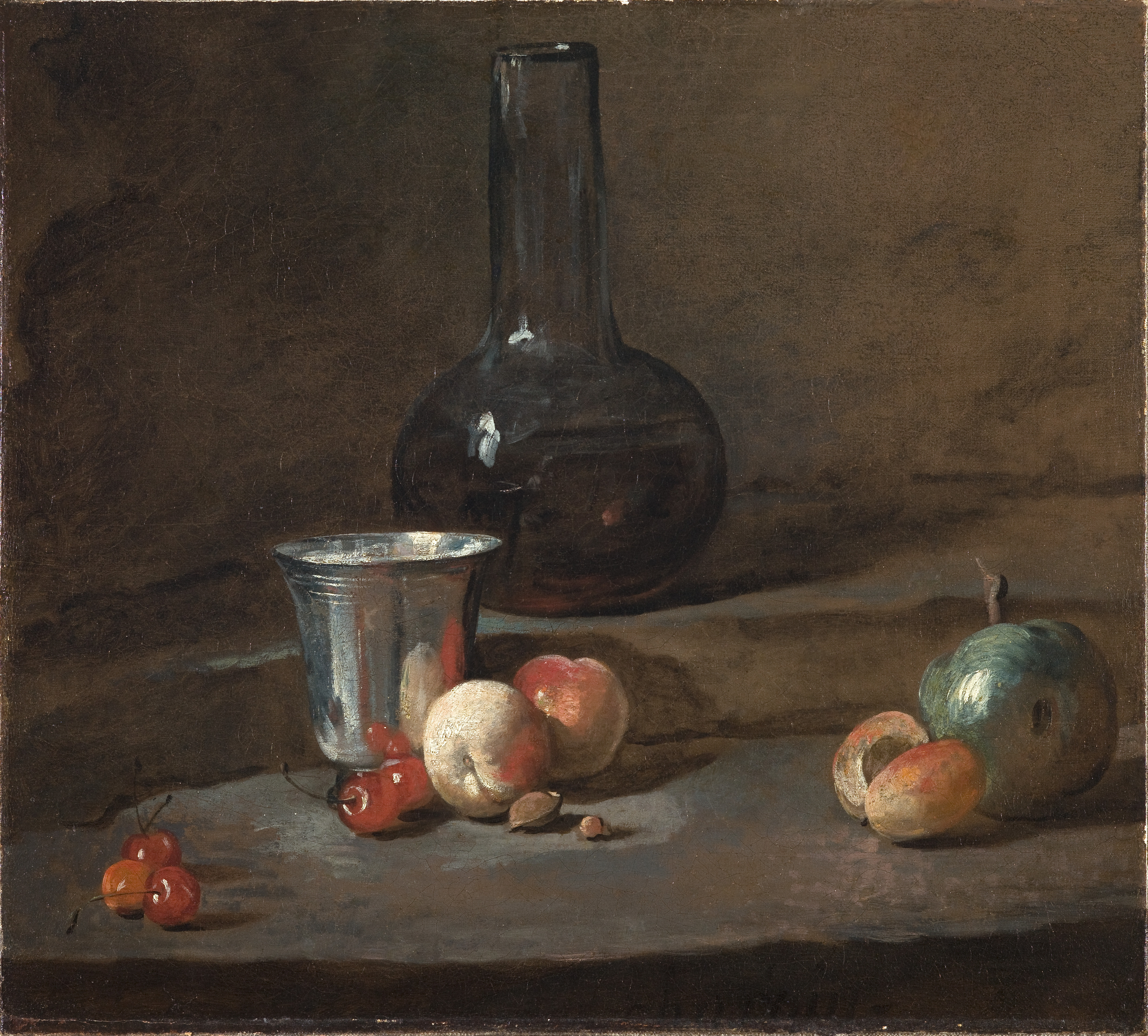
Le Gobelet d'argent, par Jean Siméon Chardin vers 1728.

Parmi les peintures et les photographies :
- Rosa Bonheur, Relais de chasse, 1887[12]
- Canaletto, Capriccio aux motifs vénitiens, 1740-45[13]
- Paul Cézanne, Les Baigneurs, 1890-1892[14]
- Jean Siméon Chardin, Le Gobelet d'argent, vers 1728[15]
- Jean Clouet, Portrait d'un banquier, 1522[16]
- Gustave Courbet, La Vallée d'Ornans, 1858[17]
- Lucas Cranach l'Ancien, Le Jugement de Pâris, 1530[18]
- Edgar Degas, Les Modistes, vers 1898[19]
- Constant Alexandre Famin, Deux petits paysans, vers 1859[20]
- Jean-Honoré Fragonard, Les Blanchisseuses, vers 1756-61[21]
- Paul Gauguin, Portrait de Madame Roulin, 1888[22]
- Artemisia Gentileschi, Danaé, vers 1612[23]
- Le Greco, Saint Paul, 1598-1600[24]
- Juan Gris, Nature morte à la guitare, 1920[25]
- Frans Hals, Portrait de femme, vers 1650[26]
- Ernst Ludwig Kirchner, Portrait d'une femme, 1911[27]
- Élisabeth Vigée Le Brun, Louis Jean-Baptiste Étienne Vigée, 1773[28]
- Nicolas Maes, Le Comptable, 1656[29]
- Édouard Manet, Le Lecteur, 1861[30]
- Bartolomeo Manfredi, Apollon et Marsyas, 1616-20[31]
- Franz Marc, Les Petites Chèvres de montagne, 1913-14[32]
- John Martin, Sadak à la recherche des eaux de l'oubli, 1812[33]
- Henri Matisse, Intérieur à Nice, vers 1919
- Amedeo Modigliani, Elvire assise, accoudée à une table, 1919[34]
- Claude Monet, Le Pont de Charing Cross, 1899-1901[35]
- Auguste Renoir, La Rêveuse, 1879[36]
- Pierre Reymond, La Pentecôte, vers 1522[37]
- Gerhard Richter, Betty, 1988[38]
- John Singer Sargent, Portrait de Ramon Subercaseaux, vers 1880[39]
- Joaquín Sorolla, Sous le parasol à Zarauz, 1910
- Vincent van Gogh, L'Escalier d'Auvers, 1890[40]
- Vincent van Gogh, Usines à Asnières, 1887[41]
- Giorgio Vasari, Judith et Holofernes, vers 1554[42]
- Francisco de Zurbarán, Saint François contemplant un crâne, vers 1635[43]

En 2019, le choix des conservateurs et des conservatrices porte sur trente objets :
- Ansel Adams, Clearing Winter Storm, Yosemite Valley, photographie argentique sur gélatine, 1944, épreuve de 1945[45]
- Oduntan Aina, masque en bois, pigment et fibre, début ou milieu du XXe siècle[46]
- Mary Cassatt, Afternoon Tea Party, pointe-sèche, aquateinte et peinture dorée, 1891[47]
- Joseph Claus, buste de l'empereur Caracalla, marbre, 1757[48]
- Piero di Cosimo, Vierge à l'Enfant trônant en majesté avec les saints Pierre, Jean Baptiste, Dominique et Nicolas de Bari, tempera et huile sur panneau, vers 1481-1485[49]
- Charles Eames, unité de rangement Eames (Eames Storage Unit (ESU)), bois, acier et autres matériaux, conçu en 1946-1950[50]
- Hans Holbein le Jeune, Mary, Lady Guildford, huile sur panneau, 1527[51]
- Anselm Kiefer, Heliogabal, aquarelle et huile sur papier, 1974[52]
- Kobayashi Kiyochika, Pictorial Board and Dice Game: Magic Lantern of the Subjugation of China, impression couleur au bloc de bois, 1894[53]
- Aristide Maillol, La Montagne, plomb, 1937[54]
- Henri Matisse, Les Baigneuses à la tortue, huile sur toile, 1907-1908[55]
- Julie Mehretu, Grey Space (distractor), peinture acrylique et encre sur toile, 2006[56]
- Rembrandt van Rijn, Les Trois Arbres, gravure, 1643[57]
- Francesco da Sangallo (attribué à), Pan au repos, marbre, vers 1535[58]
- Simeon Stilthda, figure de shaman, aulne ou cèdre, entre 1830 et 1880[59]
- Mickalene Thomas, Din, une très belle négresse 1, tirage à développement chromogène, 2012, épreuve de 2015[60]
- Bronze rituel chinois (fang lei) aux motifs zoomorphiques, XIIe siècle av. J.-C.[61]
- Tête barbue de taureau, culture mésopotamienne, cuivre avec décorations en lapis-lazuli et nacre, 2600-2450 av. J.-C.[62]
- Statuette égyptienne d'Osiris, bronze, 664-332 av. J.-C.[63]
- Buste d'un homme de la Rome antique, marbre, IIe siècle[64]
- Sculpture de Shiva Nataraja, bronze et fer, XIIe siècle[65]
- Accessoire du jeu de balle maya, céramique, vers 700-800[66]
- Coffre perse, alliage en cuivre décore d'or et d'argent, première moitié du XIVe siècle[67]
- Figure féminine aztèque, bois, matière végétale et pigment, vers 1350-1450[68]
- Tapis ottoman Uşak, laine, XVIe siècle[69]
- Figure hawaïenne d'Akua ka'ai, bois et pigment, XVIIIe siècle[70]
- Plastron civavonovono des îles Fidji, ivoire, nacre et cordage tressé, vers 1840-1850[71]
- Martingale de la nation Apsáalooke (Corbeaux), cuir, bois cotton et autres matériaux, vers 1900[72]
- Masque malagan de la Nouvelle-Irlande avec oiseau sur le chef, bois, peinture et autres matériaux, fin XIXe ou début XXe siècle[73]
- Reliquaire de la culture fang à la figure du gardien, bois, laiton, fer et huile de palme, avant 1910[74]

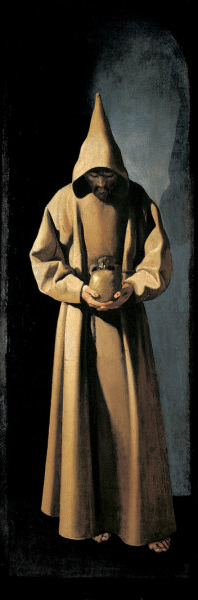
Francisco de Zurbarán,
Saint François contemplant un crâne (vers 1635)

### Galerie

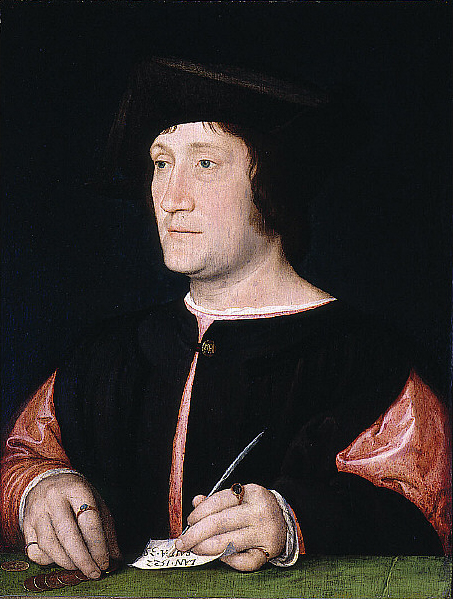
Jean Clouet, Portrait d'un banquier (1522)
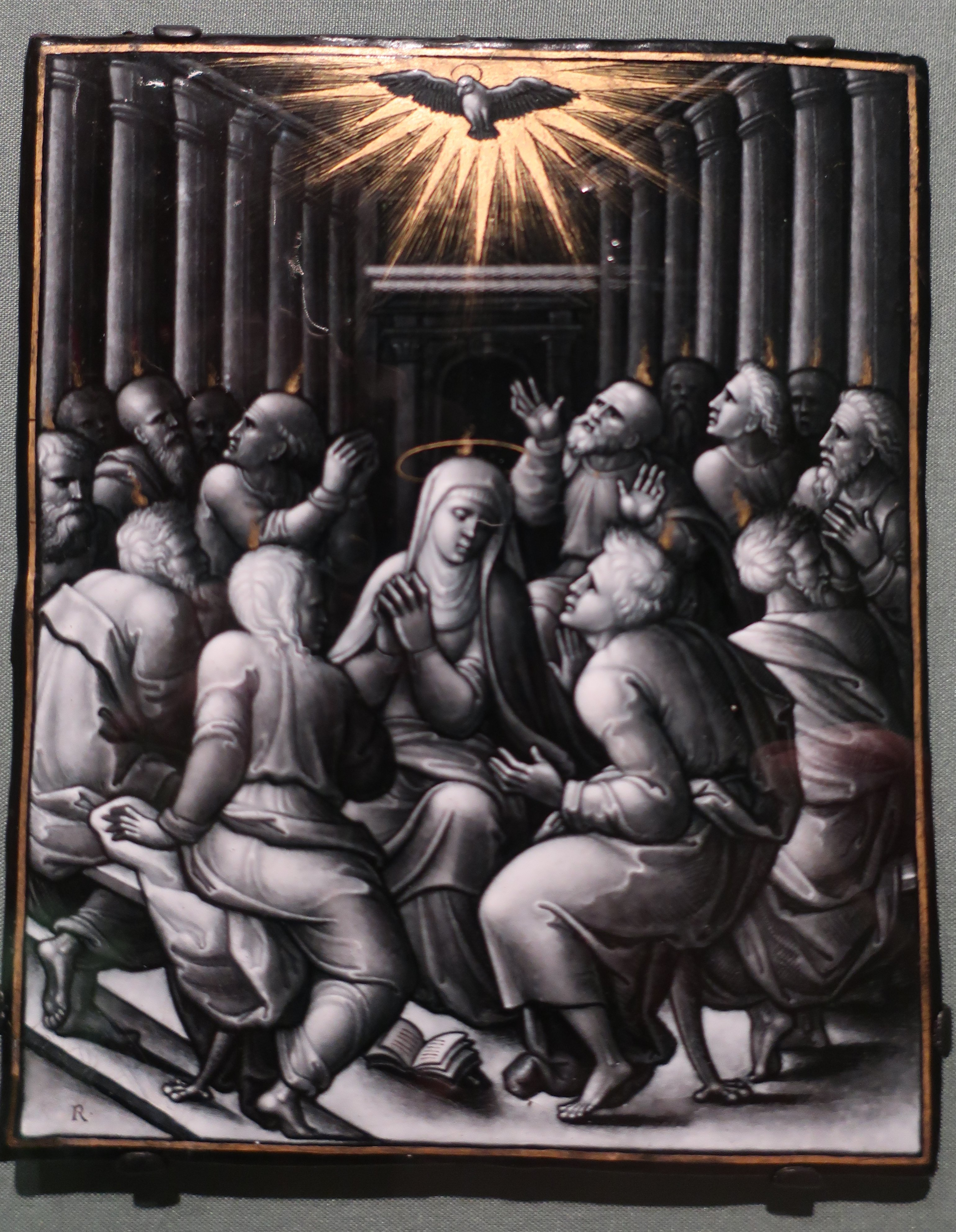
Pierre Reymond, La Pentecôte (vers 1522)
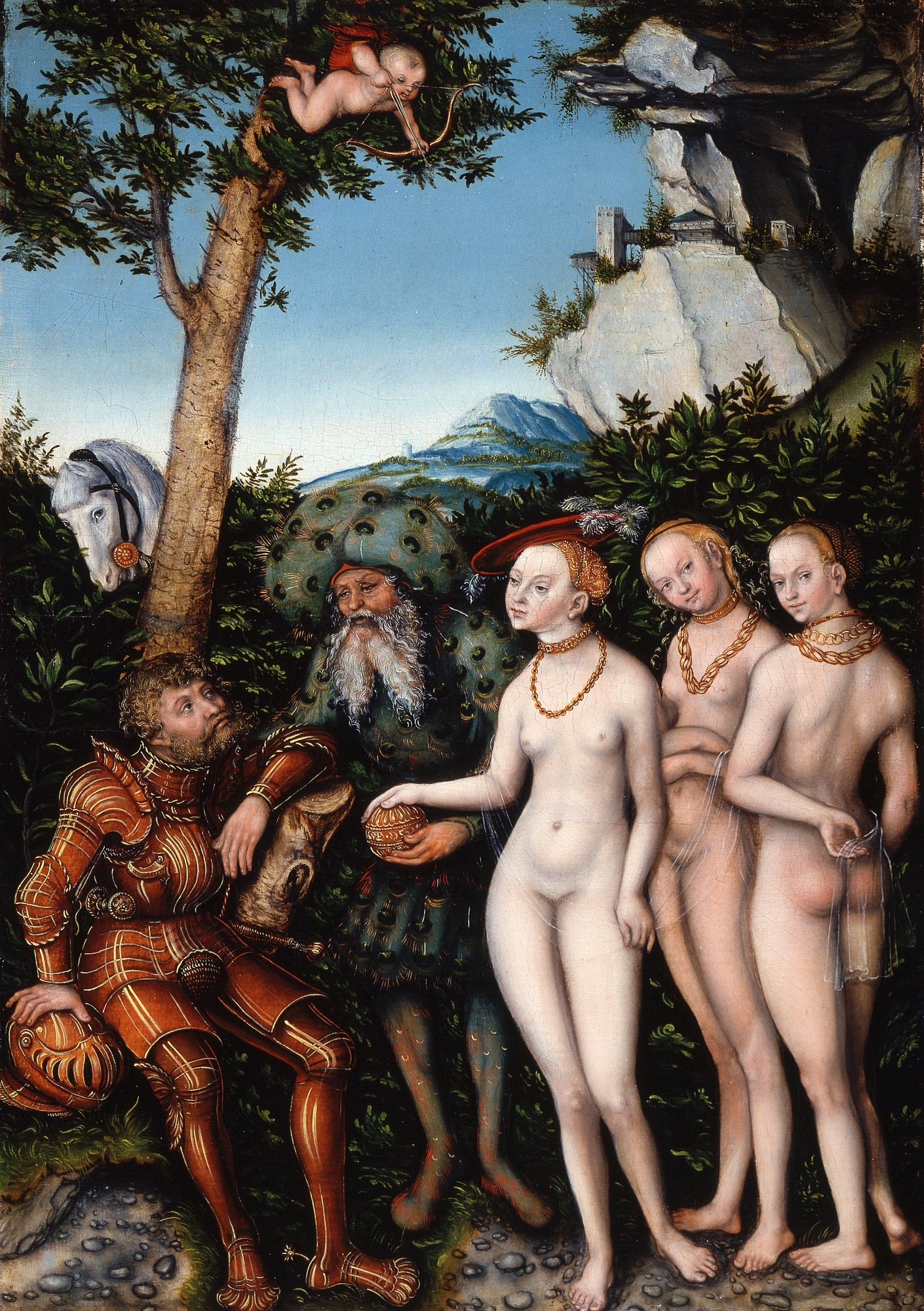
Lucas Cranach l'Ancien, Le Jugement de Pâris (1530)
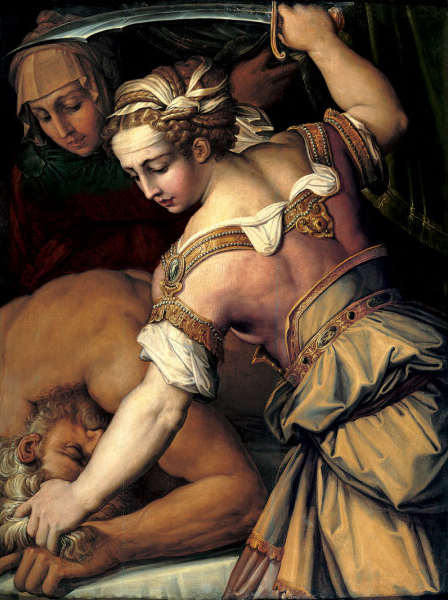
Giorgio Vasari, Judith et Holofernes (vers 1554)
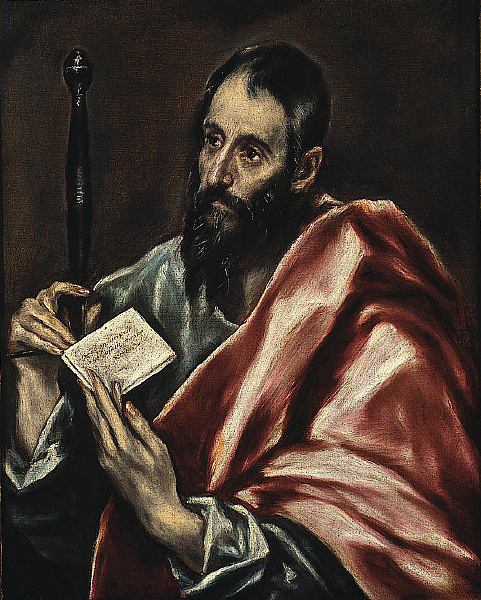
Le Greco, Saint Paul (1598-1600)
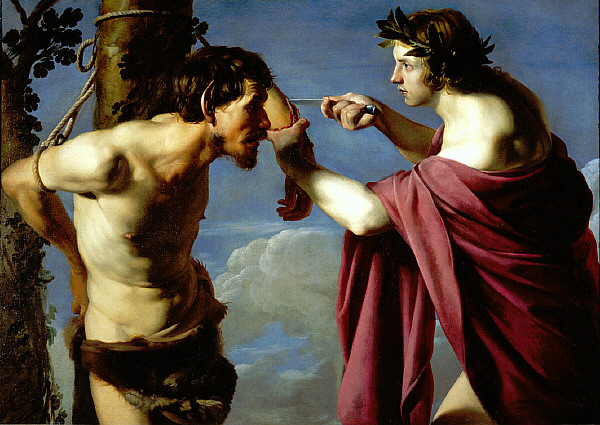
Bartolomeo Manfredi, Apollon et Marsyas (1616-20)
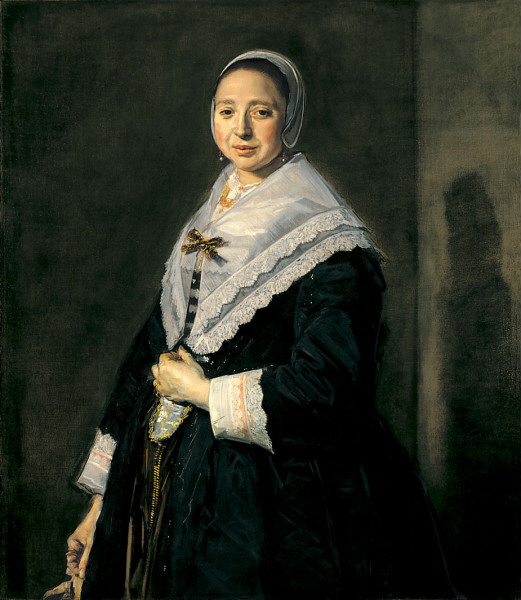
Frans Hals, Portrait de femme (vers 1650)
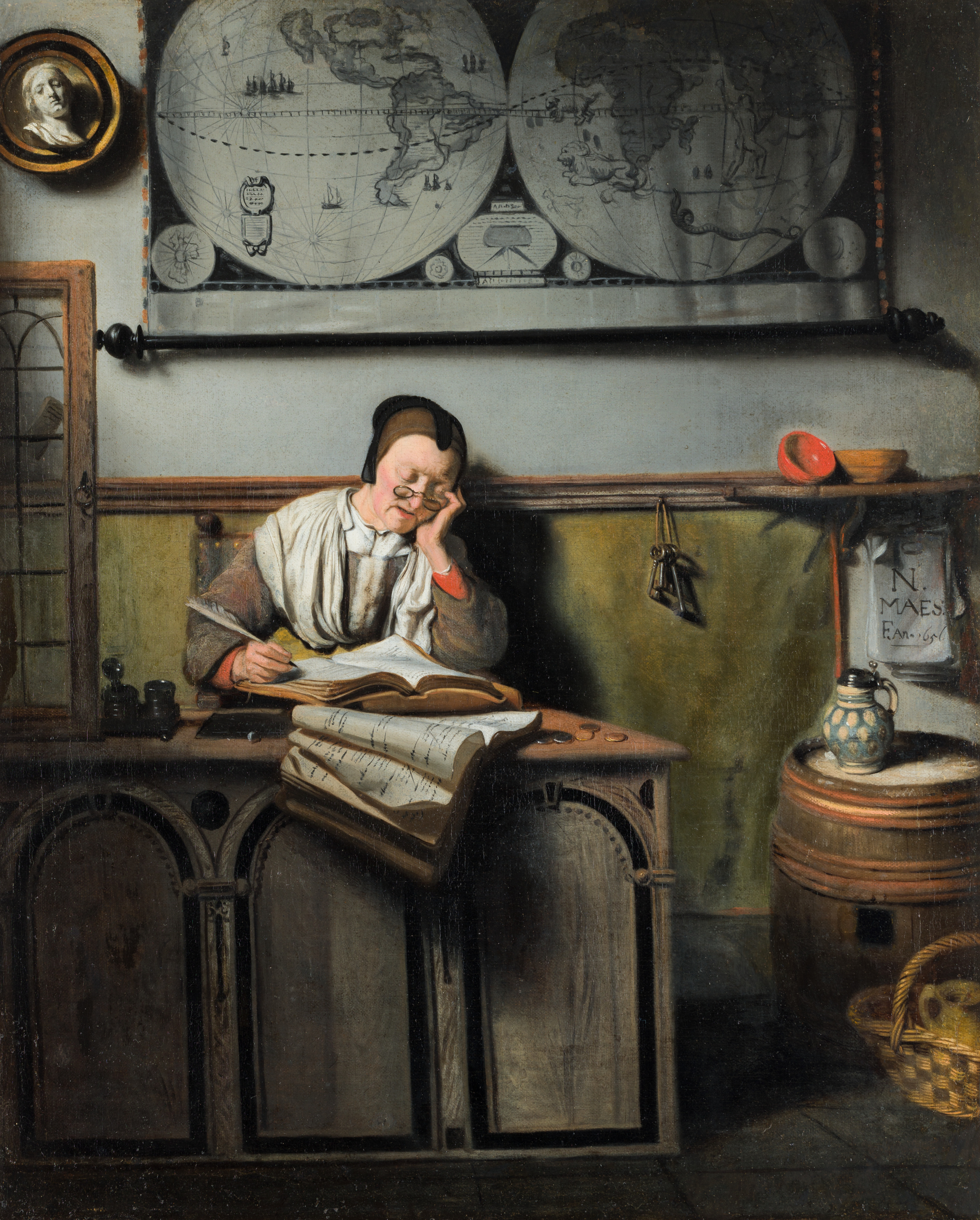
Nicolas Maes, Le Comptable (1656)
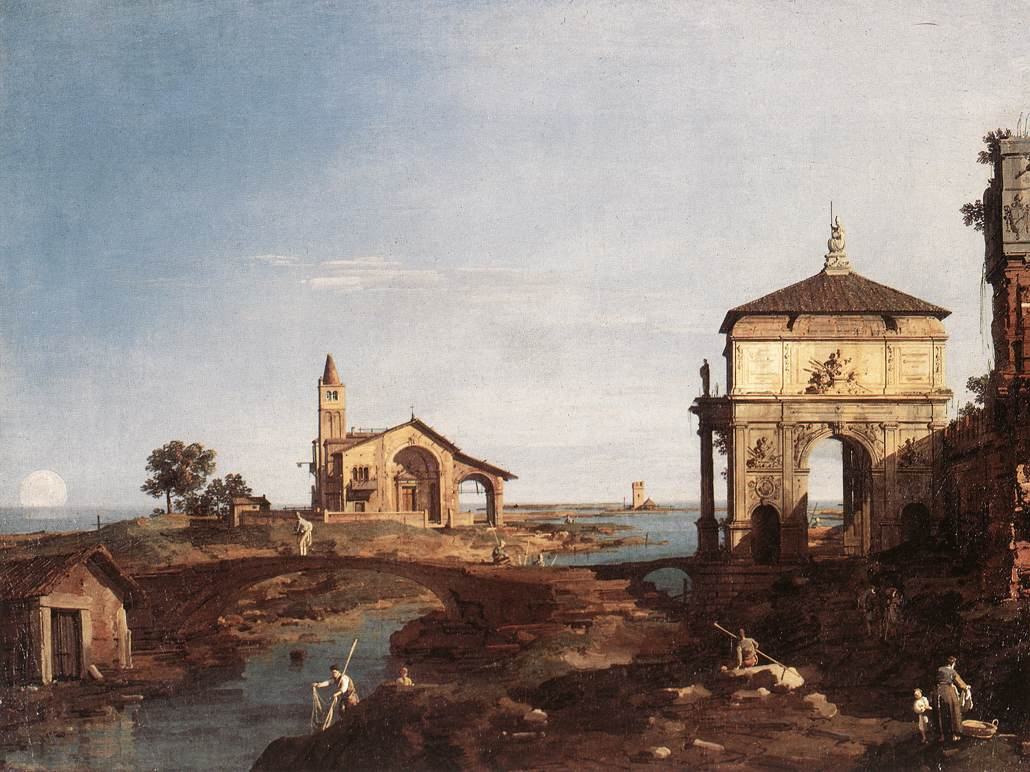
Canaletto, Capriccio aux motifs vénitiens (1740-45)
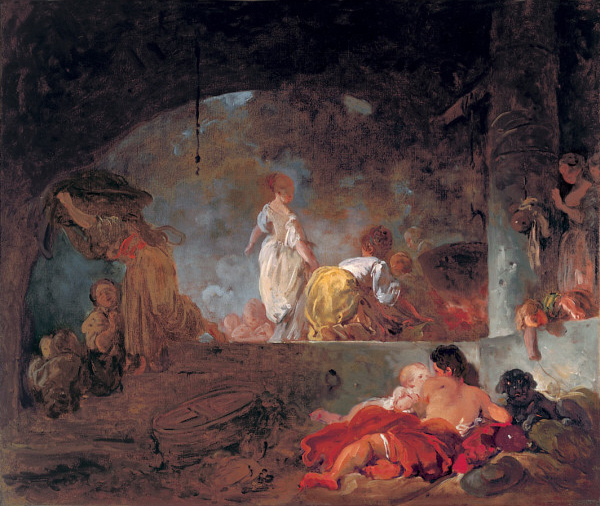
Jean-Honoré Fragonard, Les Blanchisseuses (vers 1756-61)
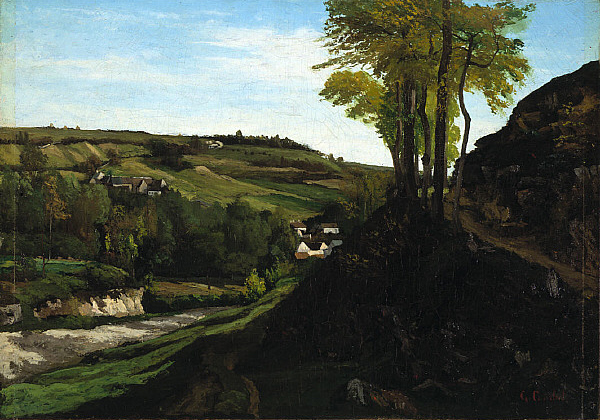
Gustave Courbet, La Vallée d'Ornans (1858)
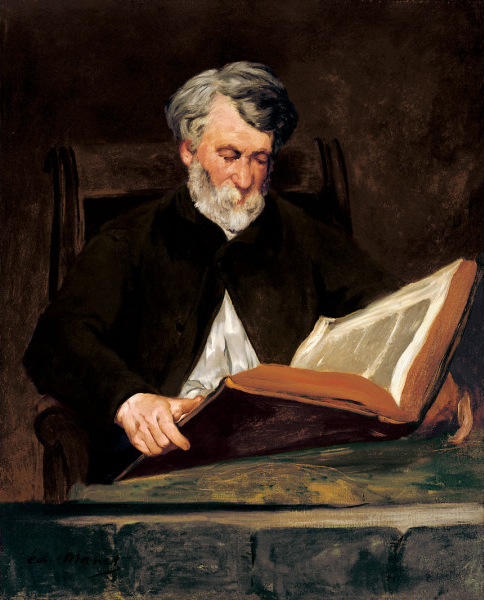
Édouard Manet, Le Lecteur (1861)
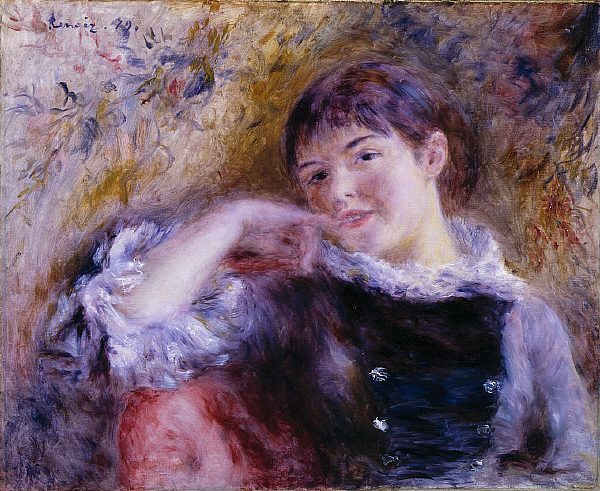
Auguste Renoir, La Rêveuse (1879)
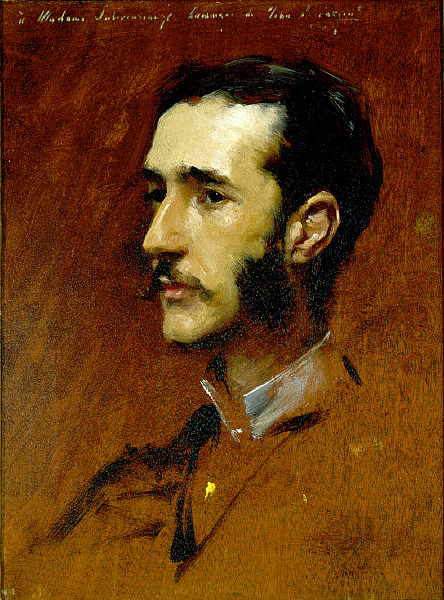
John Singer Sargent, Portrait de Ramon Subercaseaux (vers 1880)
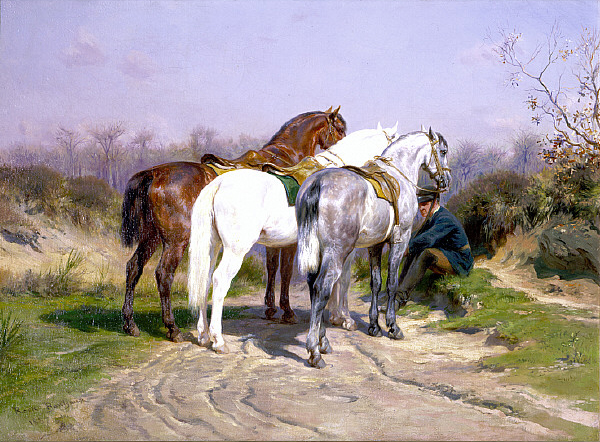
Rosa Bonheur, Relais de chasse (1887)
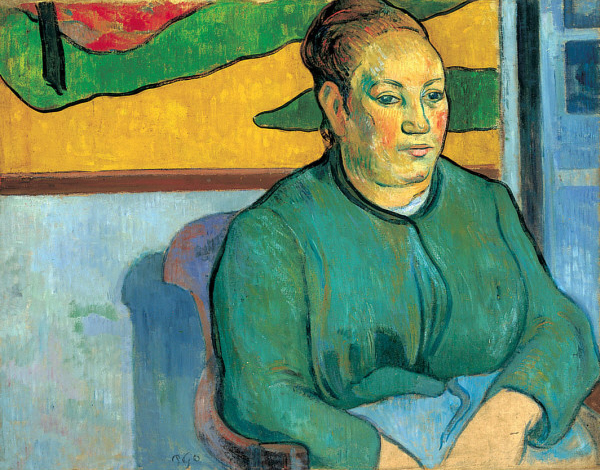
Paul Gauguin, Portrait de Madame Roulin (1888)
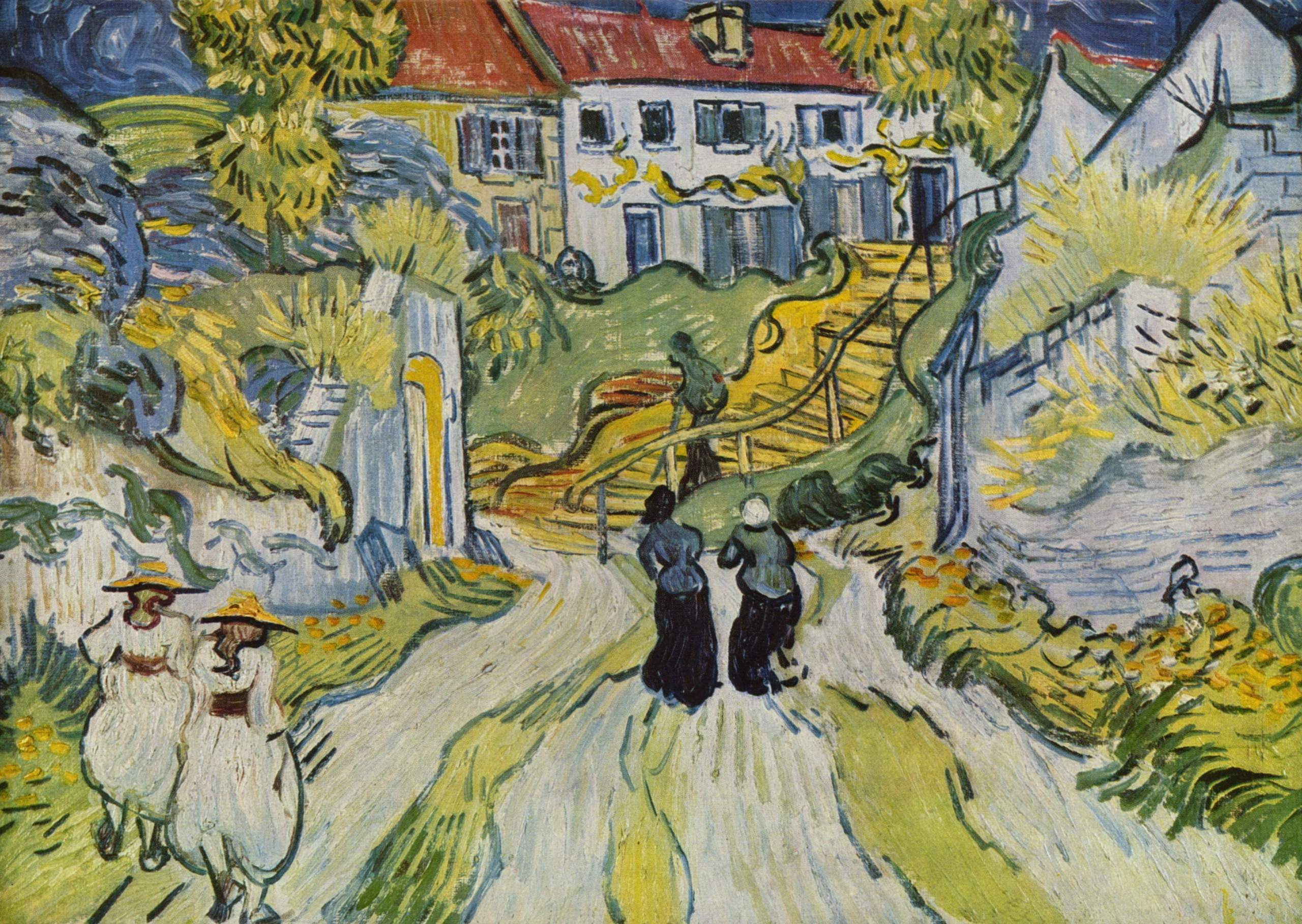
Vincent van Gogh, L'Escalier d'Auvers (1890)
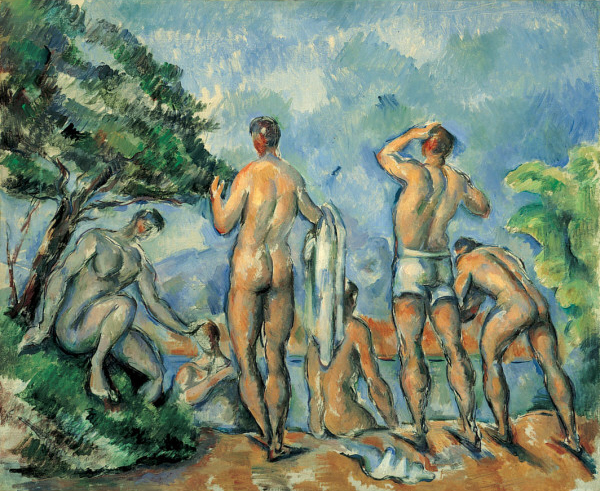
Paul Cézanne, Les Baigneurs (1890-1892)
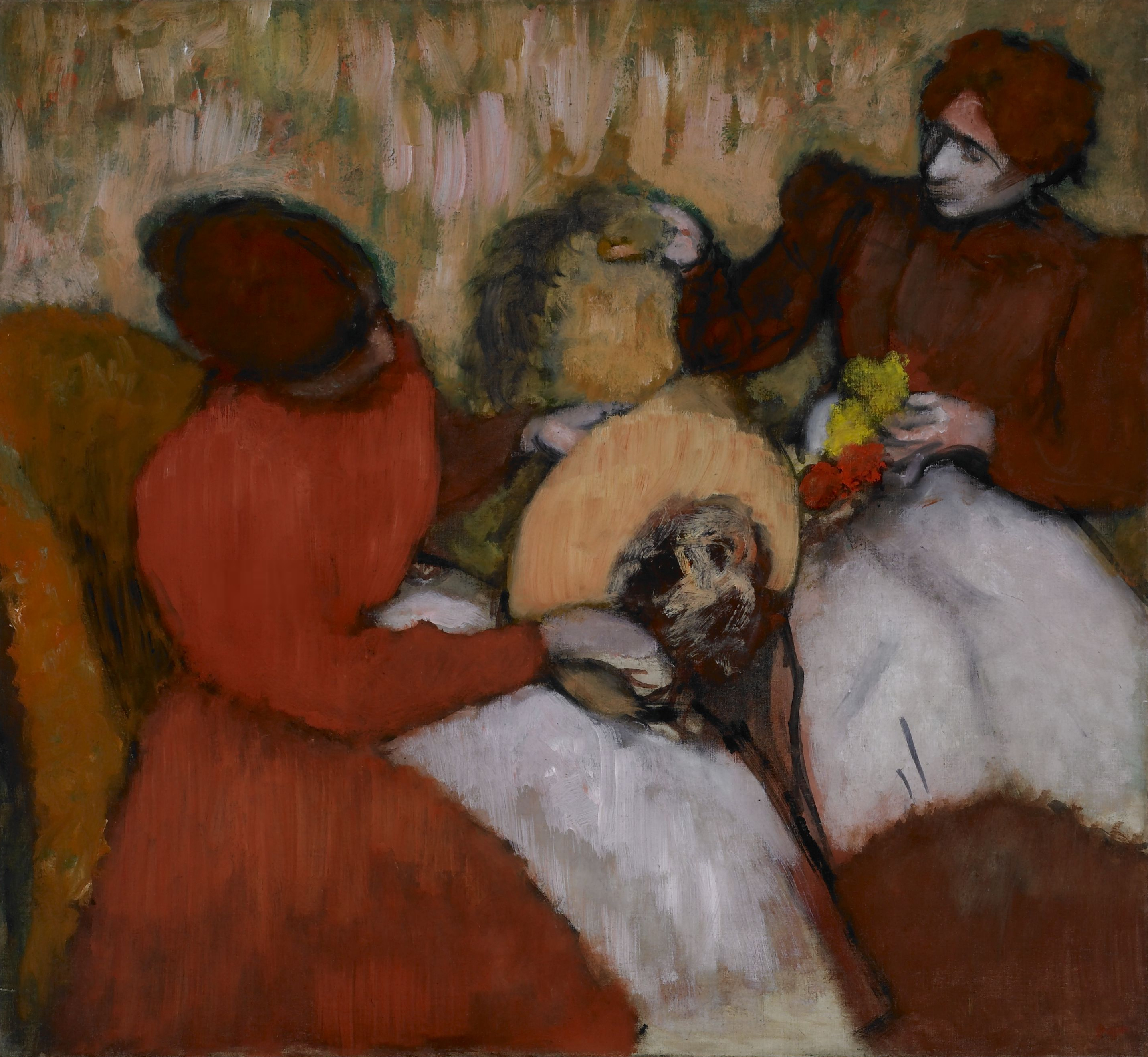
Edgar Degas, Les Modistes (vers 1898)
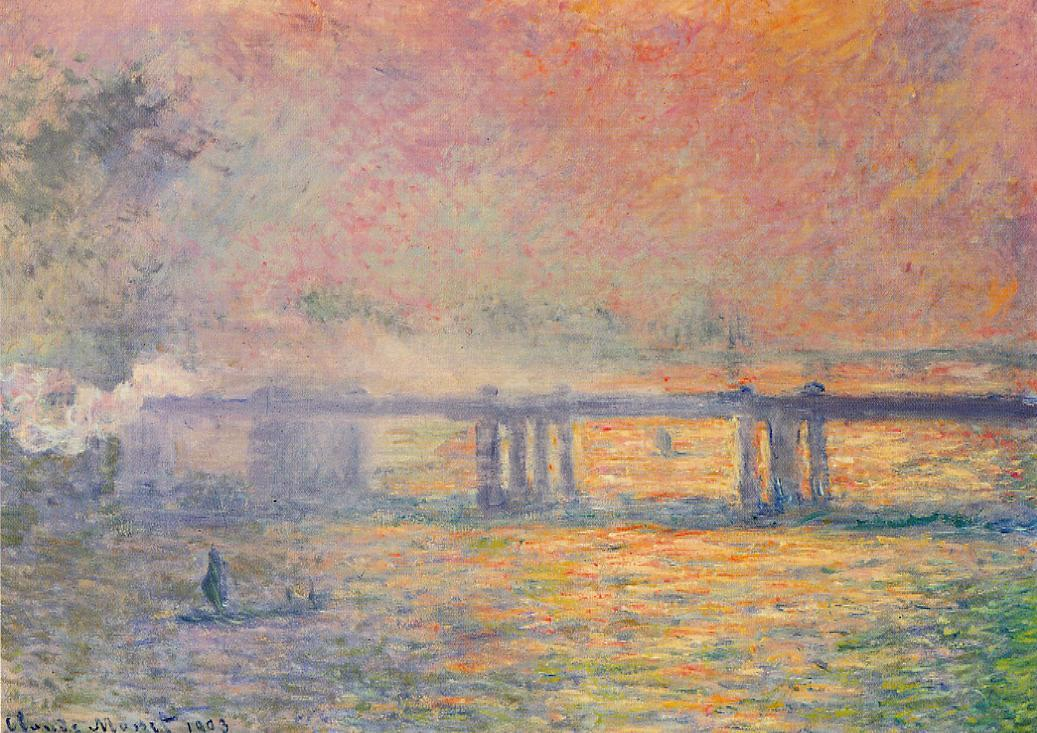
Claude Monet, Le Pont de Charing Cross (1899-1901)
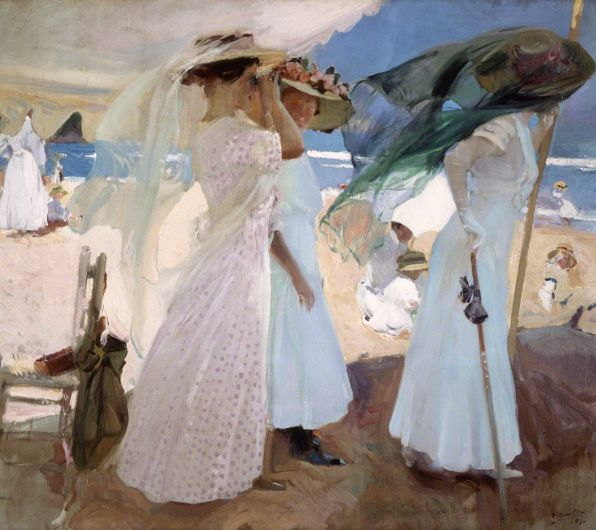
Joaquín Sorolla, Sous le parasol à Zarauz (1910)
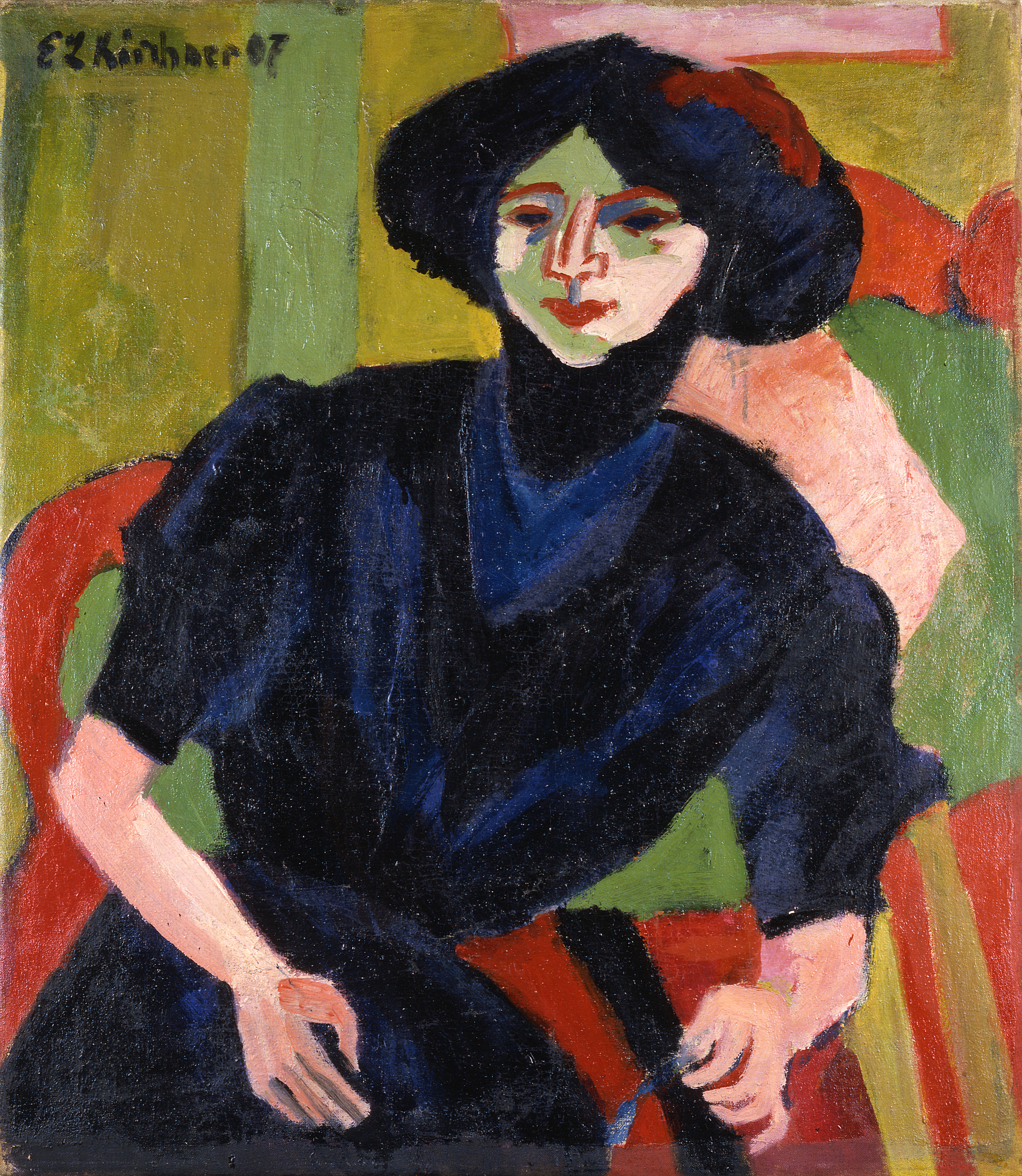
Ernst Ludwig Kirchner, Portrait d'une femme (1911)
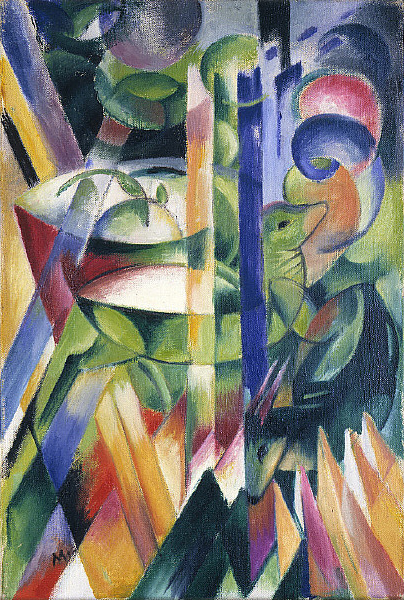
Franz Marc, Les Petites Chèvres de montagne (1913-14)
Amedeo Modigliani, Elvire à table (1919)
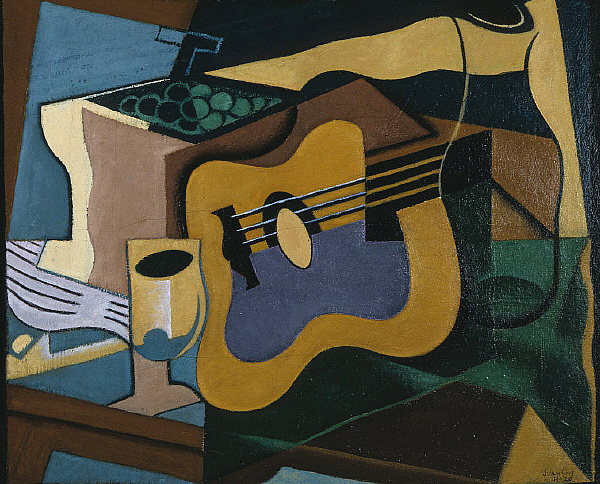
Juan Gris, Nature morte à la guitare (1920)
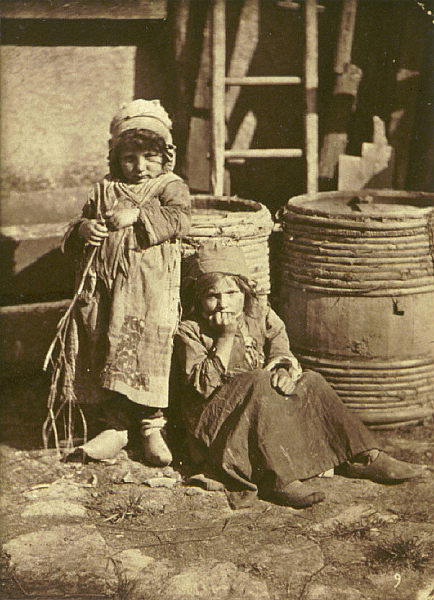
Constant Alexandre Famin, Deux petits paysans (vers 1859)